# Mariko Kouda DVD BOX
『Mariko Kouda DVD BOX』（まりここうだディブイディボックス）は、國府田マリ子の7枚目のミュージック・ビデオ集。2005年3月2日、キングレコードより発売。

## 解説
キングレコード移籍後から「Clear」までのミュージック・ビデオを全て収録したDVD BOX。
DISC2では全曲、副音声に國府田自身が撮影エピソードなどを解説している。

## 収録曲
[DISC 1]
全編曲：亀田誠治
1. 淋しがりやの恋
作詞・作曲：上田まり
2. ハチミツ
作詞・作曲：松本タカヒロ
3. 忘れないで ～Forever We're Together～
作詞・作曲：mary-go-round
4. 世界中のポスト
作詞・作曲：泉川そら
5. 夏色の花
作詞：國府田マリ子
作曲：井上うに
6. へなちょこ
作詞：國府田マリ子
作曲：井上うに
7. 心の矢印
作詞・作曲：泉川そら
8. 朝色のワッペン
作詞・作曲：泉川そら
9. 駅までの道を
作詞・作曲：泉川そら

[DISC 2]
1. 淋しがりやの恋
作詞・作曲：上田まり
編曲：亀田誠治
2. ハチミツ
作詞・作曲：松本タカヒロ
編曲：亀田誠治
3. 心の矢印
作詞・作曲：泉川そら
編曲：亀田誠治
4. もんしろちょう
作詞・作曲：松本タカヒロ
編曲：亀田誠治
5. その時まで
作詞：渡辺高章
作曲：鶴谷崇
編曲：井上うに
6. 花
作詞：鈴木哲彦
作曲：EXPO
編曲：山田直毅、井上うに
7. Ta・ra・ra
作詞：國府田マリ子
作曲：イズミカワソラ
編曲：鶴谷崇、マリくまちゃん
8. 勇気のはじまり
作詞：國府田マリ子
作曲：小島健二（Dual Dream）
編曲：中村修司
9. 約束
作詞：國府田マリ子
作曲・編曲：山田直毅
10. Lifelike ～ It's now or never ～
作詞：國府田マリ子
作曲・編曲：EXPO
11. 空の手のひら オリジナルヴァージョン
作詞：Chang Jung
作曲・編曲：遠藤浩二
12. きらりひまわり
作詞：國府田マリ子
作曲・編曲：中村修司
13. 君がいる空
作詞：國府田マリ子
作曲・編曲：井上うに
14. Clear
作詞：國府田マリ子
作曲・編曲：井上うに